# Felix de Laage de la Rocheterie
Felix de Laage de la Rocheterie (Orléans, 26 februari 1865 - Saint-Bohaire (Frankrijk)) was een Belgisch edelman van Franse origine.

## Geschiedenis
In 1759 werd de tak de Meux in de adel opgenomen, als houder van een secretarisambt bij Lodewijk XV. De laatste zoon zat de assemblée van de edellieden voor in Orléans.

## Levensloop
Felix Marie Joseph François de Paule de Laage, die inspecteur werd van Waters en Bossen, was een zoon van de voorzitter van de Conseil général du Loiret en 'homme de lettres' Léon de Laage de la Rocheterie en van Marie-Pauline de Man d'Attenrode et Wevere. 
In 1909 verkreeg hij de Belgische nationaliteit en in 1910 kreeg hij vergunning om de naam van zijn moeder aan de zijne toe te voegen, zodat hij voortaan de volledige familienaam droeg van de Laage de la Rocheterie de Man d'Attenrode et Wevere. Deze verlengde naam werd echter niet overgeschreven bij de burgerlijke stand van zijn zoon en zijn dochter, zodat hij tot hemzelf beperkt bleef. In 1911 verkreeg hij opname in de Belgische adel, met de titel baron, overdraagbaar bij eerstgeboorte. 
Hij trouwde in Parijs in 1901 met Anne Lefèvre d'Ormesson (1876-1971), dochter van markies en brigadegeneraal Emmanuel Lefèvre d'Ormesson en van Marie-Marguerite de Montalembert. Het echtpaar kreeg een zoon en een dochter en heeft afstammelingen tot heden.